# Vanadat d'amoni
El vanadat d'amoni o metavanadat d'amoni, en anglès: Ammonium metavanadate, amb la fórmula química NH₄VO₃, és un sòlid cristal·lí i soluble en aigua. És un àcid inorgànic que actua mimetitzant la insulina. Funciona com un catalitzador en certes reaccions i se sap que té efectes tòxics en algunes espècies. Es pot trobar en cendres volàtils i pot causar problemes respiratòries. El metavanadat d'amoni pertany a la família química dels vanadats la qual conté molts estats d'oxidació diferents que depenen del pH. Ammonium metavanadate is the most common laboratory vanadate reagent, along with potassium metavanadate, KVO₃.

## Estructura cristal·lina
El metavanadat d'amoni cristal·lí conté cadenes infinitament llargues de VO que comparteix les cantonades₄ tetrahedres.
|                       |                     |            |
| model de boles i pals | model en polihedres | [(VO₃)n]n− |

## Farmacologia
S'ha estudiat el metavanadat d'amoni en l'espècie Piearactus mesopotamicus, rates Wistar, bovins,i en Samonella typhimurium.
L'administració de metavanadat d'amoni en rates se sap que té efectes negatius en la fertilitat i en la progènie.
El metavanadat d'amoni actua com a sensor per a l'activitat de la N-Acetiltransferasa en els hepatòcits humans. La N-Acetiltransferasa és important perquè actua com un enzim important en el metabolisme de les drogues.